# Spiraeanthemum katakata
Espèce
Statut de conservation UICN

 LC  : Préoccupation mineure
Spiraeanthemum katakata est une espèce de plantes de la famille des Cunoniaceae.

## Publication originale
- Flora Vitiensis 111, pl. 17. 1865.